# Benzoïne
La benzoïne est un composé organique de la classe des acyloïnes et de formule semi-développée PhCH(OH)C(O)Ph avec Ph = phényl. Elle consiste en un pont éthylène substitué par deux groupes phényle et possédant une fonction alcool en alpha d'une fonction cétone. Elle se présente sous la forme d'une poudre cristalline, blanche à jaunâtre, avec une légère odeur de camphre.

## Stéréochimie
L'atome de carbone portant le groupe hydroxyle est asymétrique. La benzoïne se présente donc sous la forme d'une paire d'énantiomères :
- (R)-(–)-benzoïne, de numéro CAS 5928-66-5
- (S)-(+)-benzoïne, de numéro CAS 5928-67-6

Les deux énantiomères ont chacun une activité optique égale à −115° (c = 1,5 in acétone) pour le (R)-(–) et  +115° (c = 1,5 in acétone) pour le (S)-(+).

## Histoire
La benzoïne a été obtenu pour la première fois en 1832 par Justus von Liebig et Friedrich Wöhler lors de leurs recherches sur l'huile d'amande amère qui est principalement du benzaldéhyde avec des traces d'acide cyanhydrique, HCN. Cette synthèse catalytique de la benzoïne a été améliorée par Nikolay Zinin pendant la même période avec Liebig,.

## Synthèse
La benzoïne est synthétisée à partir du benzaldéhyde par une addition catalysée par du cyanure dans l'éthanol (condensation benzoïnique) : 

## Utilisation
Le principal usage de la benzoïne est celui de précurseur du benzile qui est un photoinitiateur (en)